# Relaciones Brasil-Unión Europea
Las relaciones entre Brasil y la Unión Europea (UE), hacen referencia a los intercambios económicos, así como a los contactos políticos entre Brasil y las instituciones comunitarias de la UE. Dichas relaciones comenzaron desde los inicios de esta organización internacional, cuando todavía se llamaba Comunidad Económica Europea (CEE) en 1960.
Además de las Cumbres a nivel de jefes de Estado, hay reuniones periódicas entre altos funcionarios, expertos y técnicos. Dada la diversidad de temas que conforman la Asociación Estratégica, hay más de 30 diálogos sectoriales. La Comisión Conjunta bilateral, creada en 1992, coordina la agenda.
Desde hace dos décadas la Unión Europea y los países de Mercosur (Argentina, Brasil, Uruguay y Paraguay) están en negociaciones para alcanzar el que sería el mayor acuerdo comercial alcanzado nunca por las dos partes, en 2019 se logró redactar un texto "definitivo", sin embargo el acuerdo no ha entrado en vigor ni ha sido ratificado por ninguna de las partes. Ya en julio de 2007, se había formalizado una "asociación estratégica" entre las dos partes con la que Unión Europea confiere un estatus preferencial al país sudamericano.

## Historia

### Antecedentes
La relación entre Brasil y los estados que conforman la Unión Europea (UE) tiene raíces que se remontan al siglo XVI, época en que Portugal uno de los actuales miembros de la UE inició la colonización de la costa del país sudamericano. Ha habido muchas inmigraciones de pueblos de Italia, España, Japón, Alemania y en menor escala de Polonia, Líbano y Rusia.
Brasil se mantuvo como una colonia portuguesa durante más de tres siglos, hasta que a principios del siglo XIX la invasión de Portugal por parte del ejército francés de Napoleón I obligó al monarca portugués a emigrar hacia Brasil con protección inglesa, donde a partir de Pedro I se conformaría el estado brasileño independiente de Portugal, hasta la declaración de la república en 1889 con fin de la monarquía en el país.

### Gobierno de Luiz Inácio Lula da Silva

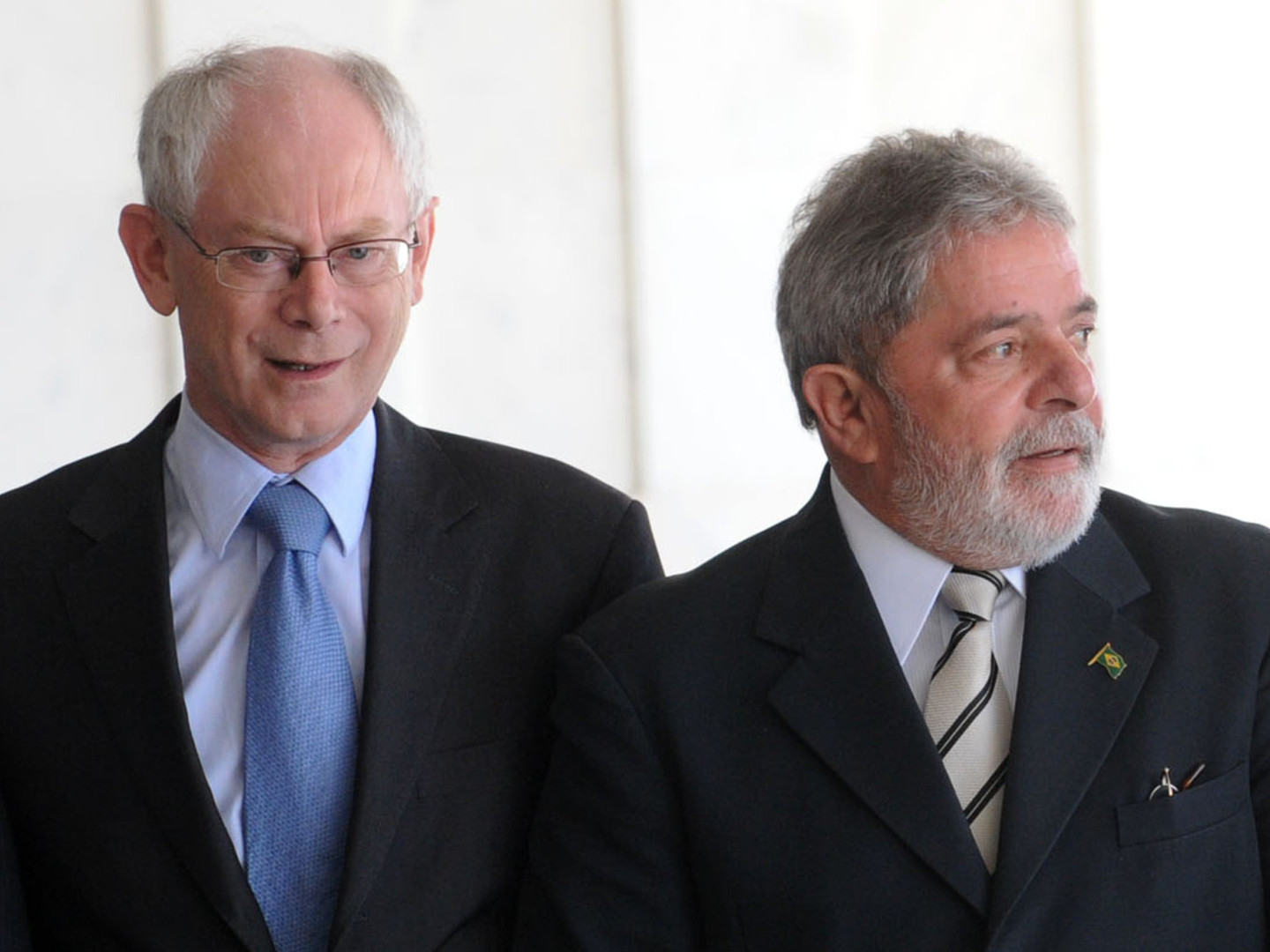
Luíz Inácio Lula da Silva durante la presidencia de Herman Van Rompuy en el Consejo Europeo.

Con la administración de Luiz Inácio Lula da Silva que se inició en enero de 2003 (inició su segundo mandato en 2006), las relaciones bilaterales tomaron un renovado impulso gracias principalmente a la nueva orientación que el gobierno brasileño ha dado a su política exterior motivada por el escenario multipolar surgido tras la disolución de la Unión Soviética en 1991.
Brasil pretende participar como "actor global", liderando una política en el campo de los derechos humanos y la defensa del desarrollo social (principalmente contra el proteccionismo financiero y contra el hambre mundial).
Por otra parte, durante el gobierno de Lula, Brasil fue visto por Alemania como un socio para el desarrollo de una política multilateral y para impulsar una reforma de las Naciones Unidas (ONU), tema sobre el que junto a India y Japón integran el llamado Grupo de los cuatro, grupo de coordinación y apoyo. Estos cuatro países desean tener un asiento en el Consejo de Seguridad y esperan un quinto socio que será designado por los países africanos.
Cuando George W. Bush ordenó la invasión de Irak de 2003, Brasil junto con Rusia, China y el denominado Eje franco-alemán conformaron el principal bloque de oposición.

### Gobierno de Jair Bolsonaro

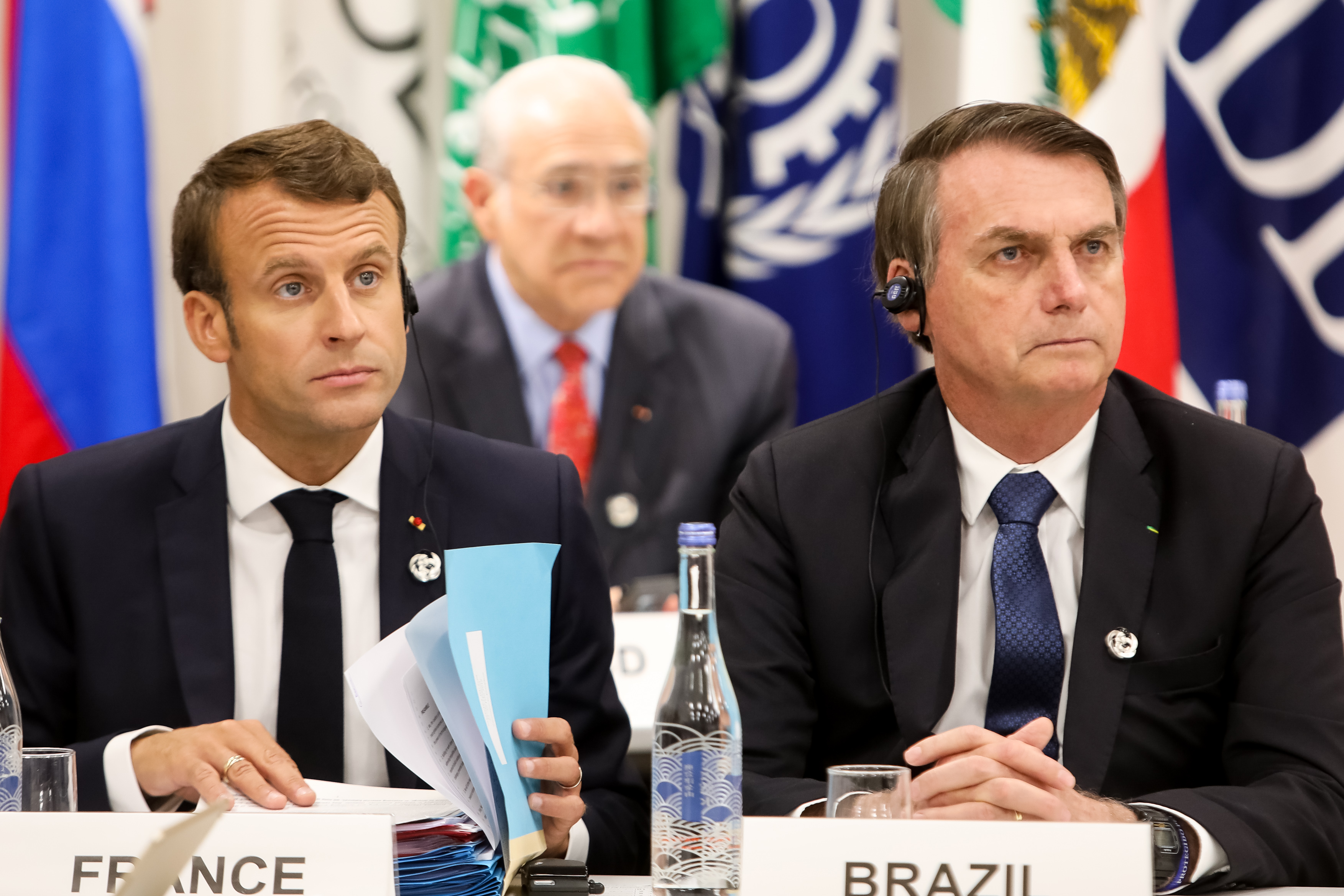
Macron y Bolsonaro en la Cumbre del G-20 de Osaka (2019).

La supuesta responsabilidad del presidente brasileño Jair Bolsonaro en los incendios de la selva amazónica de 2019 llevaron al  presidente francés, Emmanuel Macron, a acusarlo de haberle "mentido" sobre sus compromisos en favor del medio ambiente. Bolsonaro por su parte afirmó que los países europeos intentan acceder a los recursos naturales de Brasil, que los intereses de Europa por el bienestar del Amazonas eran un disfraz para intervenir en la región.
La crisis intervino en medio del proceso de refundación de la Unión Europea, un proyecto institucional liderado por la Comisión Europea y el gobierno francés principalmente. Esta iniciativa se inició dentro del contexto creado tras el referéndum sobre la permanencia del Reino Unido en la Unión Europea, que tras varios años de incertidumbre condujo a la salida de dicho Estado miembro de UE en 2020 (Brexit).